# Kurt Caesar Hoffmann
Kurt-Cäsar Hoffmann (Kiel, Alemania, 26 de agosto de 1895 - Mölln, 19 de mayo de 1988) fue un marino de la Kaiserliche Marine y de la Kriegsmarine con el grado de vicealmirante. En la Segunda Guerra Mundial fue comandante del crucero de batalla Scharnhorst durante la Operación Cerberus.
Kurt-Cäsar Hoffmann entró en 1912 en la Reichsmarine obteniendo su instrucción a bordo del crucero Hansa hasta 1913. Completó su formación en la Academia Naval Mürwik de Flensburgo-Mürwik hasta el estallido de la Primera Guerra Mundial.
Es nombrado comandante de la Sexta Flotilla de Torpederos, donde obtiene la Cruz de Hierro de 2.ª clase (1 de agosto de 1916) y 1.ª clase (14 de febrero de 1918). Es nombrado Instructor de Defensa Costera en la Escuela Naval de Mürwik.
Se especializa en la rama de artillería y sirve ocomo oficial artillero a bordo del crucero Amazonas y luego en el Köln a principios de la década de los 30.
Se le nombra comandante de la Escuela de Artillería en Kiel en 1936.
Poco antes de la Segunda Guerra Mundial, entre el 27 de junio y el 15 de septiembre de 1939, toma el mando del crucero ligero Königsberg.
Al estallar la Segunda Guerra Mundial obtuvo el mando del crucero de batalla Scharnhorst el 23 de septiembre de 1939. En noviembre de 1939, estando al mando de este navío y junto al Gneisenau participa en una operación contra el patrullaje británico en las salidas hacia el Atlántico hundiendo al HMS Rawalpindi. Debido a los daños provocados por la mar gruesa retorna a Alemania, abortando la misión.
Participa en la Operación Berlín bajo el mando de Günther Lütjens y en la Operación Cerberus a las órdenes del almirante Otto Ciliax en febrero de 1942. Por esta acción recibe la Cruz de Caballero de la Cruz de Hierro el 21 de marzo de 1942 y el grado de contraalmirante.
Deja el comando del Scharnhorst el 31 de marzo de 1942. 
Es ascendido el 1 de abril de 1943 a vicealmirante y se le entrega el Comando Naval en la Holanda ocupada. Luego se le transfiere a Kiel como parte del Estado Mayor de la Armada (OKW) hasta el final de la contienda. 
Es hecho prisionero el 22 de julio de 1945 por los americanos y liberado sin cargos el 20 de febrero de 1947.
Después de su retiro, permanece ligado honorariamente a la Bundesmarine, recibiendo la Cruz del Mérito de Primera Clase en julio de 1965.
Fallece en Mölln, en mayo de 1988 a los 93 años.